# (34258) Pentland
2000 QO119 (asteroide 34258) é um asteroide da cintura principal. Possui uma excentricidade de 0.09365070 e uma inclinação de 7.88828º.
Este asteroide foi descoberto no dia 25 de agosto de 2000 por LINEAR em Socorro.